# Camarota
Camarota là một chi ruồi trong họ Chloropidae.